# Сільськогосподарський район штату Алагоас (мезорегіон)
Сільськогосподарський район штату Алагоас (порт. Mesorregião do Agreste Alagoano) — адміністративно-статистичний мезорегіон в Бразилії, входить в штат Алагоас. Населення становить 0.6 млн осіб на 2003 рік. Займає площу 5752 км². Густота населення— 105,6 чол./км².

## Склад мезорегіону
В мезорегіон входять наступні мікрорегіони:
1. Арапірака
2. Палмейра-дуз-Індіус
3. Трайпу

| Бразилія | Це незавершена стаття з географії Бразилії. Ви можете допомогти проєкту, виправивши або дописавши її. |